# Кианлы (бухта)
Бухта Кианлы — бухта на востоке Каспийского моря, у побережья Туркменистана.
Бухта образована у одноимённого мыса, от которого на юг тянется каменистая коса, длиной 3 км. Данная коса составляет западную границу бухты Кианлы, и защищает её от волн. На востоке бухта ограничена берегом материка.
Ширина бухты составляет 3 км. У входа бухта становится уже, её ширина здесь составляет 2—2,5 км. Глубина бухты в её северной части — мелкая, а в южной — увеличивается до 7 м.
Берега бухты низкие, вблизи береговой линии расположены высокие песчаные бугры. Побережье слабо заселено, единственный населённый пункт — посёлок Кианлы. В вершине бухты расположен портовый пункт Кианлы, подход к которому возможен по обозначенному навигационными знаками фарватеру и каналу. Глубина канала непостоянна, и поддерживается проведением дноуглубительных работ. Якорные места в бухте расположены у её входа, но суда с малой осадкой могут становится на якорь и в менее глубокой северной части бухты. Якорные места бухты защищены от ветров с северного и юго-восточного направлений.